# Pinnatella foreauana
Pinnatella foreauana là một loài Rêu trong họ Neckeraceae. Loài này được Thér. & P. de la Varde miêu tả khoa học đầu tiên năm 1925.